# Glenea wiedenfeldi
Glenea wiedenfeldi är en skalbaggsart. Glenea wiedenfeldi ingår i släktet Glenea och familjen långhorningar.

## Underarter
Arten delas in i följande underarter:
- G. w. wiedenfeldi
- G. w. pseudomimikensis